# Епархия Толимы
Епархия Толимы (лат. Dioecesis Tolimensis) — упразднённая епархия Римско-Католической церкви. Центр епархии Толимы находился в городе Нейва, Колумбия. Кафедральным собором епархии Толимы была церковь Непорочного Зачатия Пресвятой Девы Марии.

## История
30 августа 1894 года Римский папа Лев XIII учредил епархию Толимы, выделив её из епархии Попаяна (сегодня — Архиепархия Попаяна) и архиепархии Нуэва-Памплоны. В этот же день епархия Толимы вошла в митрополию Нуэва-Памплоны.
20 мая 1900 года епархия Толимы была упразднена, а её территория передана епархии Попаяна и новым епархиям Гарсона и Ибаге (сегодня — Архиепархия Ибаге).

## Ординарии епархии
- епископ Stefano Rojas (18.03.1895 — 20.05.1900) — назначен епископом Гарсона.